# Los cabellos de Absalón
Los cabellos de Absalón es una obra de teatro del dramaturgo español Pedro Calderón de la Barca, publicada, según estimaciones, entre 1633 y 1636.

## Argumento
La obra recrea el relato bíblico de los hijos del rey David, con la violación de Tamar por parte de su hermano Amnón, el ajusticiamiento de este a manos del tercer hijo, Absalón. La obra concluye con la muerte del propio Absalón y el lamento de David.

## Representaciones destacadas
En los siglos XX y XXI pueden mencionarse los siguientes montajes:
- Teatro Español, Madrid, 1983.[3]
  - Dirección: José Luis Gómez.
  - Intérpretes: Antonio Benedico (rey David), Emilio Gutiérrez Caba (Amón), Pedro Mari Sánchez (Absalón), Carmen Elías (Tamar), Abel Vitón, Jorge de Juan, Joaquín Hinojosa, Héctor Colomé, Eduardo Mac Gregor, Cristina Rot.

- Teatro Pradillo, Madrid, 2000.[4]
  - Dirección: Mariano Llorente.
  - Adaptación: Laila Ripoll.
  - Intérpretes: Juan Alberto López (rey David), Juan Codina (Amón), Laila Ripoll (Absalón), Inma Nieto (Tamar), Encarna de las Heras (Teuca).